# Etapa Națională 2023
Unter dem Titel Etapa Națională 2023 fand am 4. März 2023 der moldauische Vorentscheid für den Eurovision Song Contest 2023 in Liverpool (Vereinigtes Königreich) statt. Es gewann Pasha Parfeny mit dem Lied Soarele și luna.

## Format

### Konzept
Am 23. Dezember 2022 wurde bekannt, dass Teleradio-Moldova (TRM) erneut einen Vorentscheid zur Auswahl des Beitrags für den Eurovision Song Contest plane.

### Beitragswahl
Zwischen dem 23. Dezember 2022 und dem 16. Januar 2023 konnten interessierte Künstler Beiträge über die offizielle Website des Vorentscheides einreichen. Zwischen dem 25. und 28. Januar wird TRM die eingereichten Beiträge prüfen, ob diese den rechtlichen Kriterien des Vorentscheids entsprechen.

## Teilnehmer
Die Teilnehmer wurden am 17. Januar 2023 vorgestellt. SunStroke Project nahm bereits 2010 bzw. 2017 am Eurovision Song Contest teil, wobei sei bei letztere Teilnahme das beste Ergebnis in der Geschichte Moldaus erzielten mit Rang drei. Aliona Moon nahm 2012 als Backgroundsängerin für Pasha Parfeny teil, sowie 2013 als Solokünstlerin. Am 23. Januar wurde bekannt, dass zwei Beiträge disqualifiziert wurden, nämlich Squeeze Paradies von NÖRDIKA und In Questo Domani von Massimo Sinceri & DA-MUSE. NÖRDIKA hatte seinen Beitrag bereits 2012 auf YouTube veröffentlicht, wodurch das Lied auch beim Song Contest nicht teilnahmeberechtigt gewesen wäre. Ihnen wurde gestattet mit einem anderen Beitrag weiterhin am Vorentscheid teilzunehmen. Der Grund der Disqualifikation bei Massimo Sinceri & DA-MUSE war, dass mehr als 50 % der am Beitrag mitwirkend keine Staatsbürger der Republik Moldau waren.

## Vorrunde
Die Vorrunde fand am 28. Januar 2023 um 14:00 Uhr (MEZ) statt und wurde von Moldova 2 übertragen. Die zehn besten Teilnehmer stiegen in das Finale auf.
| Platz | Startnr | Interpret             | Lied Musik (M) und Text (T)                                        | Sprache                | Übersetzung (inoffiziell)            | Punkte |
| ----- | ------- | --------------------- | ------------------------------------------------------------------ | ---------------------- | ------------------------------------ | ------ |
| 01.   | 11      | SunStroke Project     | Yummy Mommy M/T: Mihai Teodor, Sergei Ialovițski                   | Englisch               | Leckere Mama                         | 55     |
| 02.   | 23      | Pasha Parfeni         | Soarele și luna M/T: Pavel Parfeni, Andrei Vulpe, Iuliana Perfeni  | Rumänisch              | Sonne und Mond                       | 53     |
| 03.   | 30      | Donia                 | Red Zone M/T: Donia Ianculescu, Robert Andrei Niculae              | Englisch               | Rote Zone                            | 52     |
| 04.   | 21      | Aliona Moon           | Du-mă M/T: Ștefan Burlacu, Vlad Subujac, Aliona Munteanu           | Rumänisch              | Gehen                                | 49     |
| 05.   | 07      | OL                    | Why You Play It Cool M/T: Olga Lisicova                            | Englisch               | Warum spielst du es herunter         | 48     |
| 06.   | 06      | Suroile Osoianu       | Bade, bădișor, bădiță M/T: Elena Ioniță, Jonathan Alexandru        | Rumänisch              | Bade, kleiner Junge, kleines Mädchen | 47     |
| 07.   | 03      | NÖRDIKA               | Damn and Down M/T: Ruslan Țăranu                                   | Englisch               | Verdammt und unten                   | 45     |
| 07.   | 05      | Victor Gulick         | Let's Dance M/T: Victor Gulick, Serghei Lututovici                 | Englisch               | Lass uns tanzen                      | 45     |
| 07.   | 17      | COSMINA               | Indestructible M/T: Cosmina Cotoros, Shawn Myers, Jonas Gladnikoff | Englisch               | Unzerstörbar                         | 45     |
| 10.   | 02      | Corina Ivanov         | When Love's Real M/T: Mike Connaris, Mia Nicolai                   | Englisch               | Wenn Liebe echt ist                  | 44     |
| 11.   | 29      | Y-Limit               | Live In Harmony M/T: Roman Lupu, Pavel Malisev                     | Englisch               | Leben in Harmonie                    | 43     |
| 11.   | 10      | Crista                | Pădure verde pădure M/T: Cristina Baban                            | Rumänisch              | Grüner Wald Wald                     | 43     |
| 11.   | 08      | Adelina Iordachi      | Deja Vu M/T: Doina Sclifos                                         | Englisch               | Déjà-vu                              | 43     |
| 14.   | 15      | Rise                  | Don't Trumble M/T: Lidia Scarlat, Ivan Aculov                      | Englisch               | Stolper nicht                        | 41     |
| 15.   | 16      | ADA DEEA              | Mystic Rose M/T: Rafael Artesero, Jose Juan Santana                | Englisch               | Mythische Rose                       | 40     |
| 15.   | 26      | Valeria Condrea       | We're Now Different M/T: Valeria Condrea                           | Rumänisch, Englisch    | Wir sind jetzt unterschiedlich       | 40     |
| 16.   | 13      | VERA                  | Vremea ta M/T: Vera Țurcanu, Nikos Sofis                           | Englisch, Rumänisch    | Dein Wetter                          | 35     |
| 17.   | 27      | Diana Elmas           | Miracle M/T: Ylva Persson, Linda Persson                           | Englisch               | Wunder                               | 34     |
| 18.   | 25      | Harmony Scuffle       | Favourite One M/T: Lev Logvinenco, Vadim Psariov                   | Englisch               | Mein Favorit                         | 33     |
| 19.   | 22      | Tania Pitușcan        | Miorița M/T: Elad Lahmany, Tatiana Pitușcan                        | Englisch, Rumänisch    | –                                    | 32     |
| 20.   | 19      | Angle Kiss            | Now I Know M/T: Samuel Bugia Garrido, Roxana Emilia Elekes         | Englisch               | Jetzt weiß ich                       | 30     |
| 21.   | 09      | Nikko T.              | Destiny M/T: Gloria Gorceag, Vitalie Cătană                        | Englisch               | Schicksal                            | 28     |
| 21.   | 18      | Lisa Volk             | Scrisoare către țară M/T: Elisaveta Smirnova, Marian Stîrcea       | Rumänisch              | Brief an das Land                    | 28     |
| 21.   | 28      | Nino                  | It Would Be Nice M/T: Sergiu Cristian Baba                         | Englisch               | Es wäre nett                         | 28     |
| 24.   | 04      | Nihilist & Lisa Nicky | Final Destination M/T: Elizaveta Pînzari, Vladimir Bejenari        | Englisch               | Endstation                           | 27     |
| 25.   | 24      | Ricky Ardezianu       | Una rosa rossa M/T: Ricky Ardezianu, Ianoș Țurcanu, Ion Istrati    | Italienisch, Rumänisch | Eine rote Rose                       | 23     |
| 26.   | 01      | Formația Vele         | Jocul neamului moldovenesc M/T: Ivan Sparivac, Sergiu Carai        | Rumänisch              | Das Spiel der moldawischen Nation    | 22     |
| 26.   | 20      | Gesica Sîrbu          | I'm In Love M/T: Eugen Doibani                                     | Englisch               | Ich bin verliebt                     | 22     |
| 28.   | 12      | NR 11                 | Adio M/T: Nadejda „Stetiuc“ Rotaru                                 | Rumänisch              | Abschied                             | 21     |
| 29.   | 14      | Sasha Bognibov        | My Favourite Schoolgirl M/T: Sasha Bognibov                        | Englisch               | Mein Lieblingsschulmädchen           | 19     |
| –     | –       | LOLA                  | Temperatura M/T: Eugen Doibani                                     | Spanisch, Rumänisch    | Temperatur                           | –      |

 Beitrag wurde disqualifiziert, da der Künstler nicht antrat.

## Finale
Das Finale fand am 4. März 2023 statt und wurde von Moldova 1 und OUTtv sowie im Internet übertragen.
| Platz | Startnr. | Interpret         | Lied Musik (M) und Text (T)                                                                | Sprache   | Übersetzung (inoffiziell)            | Juryvoting | Juryvoting | Televoting | Televoting | Gesamt |
| Platz | Startnr. | Interpret         | Lied Musik (M) und Text (T)                                                                | Sprache   | Übersetzung (inoffiziell)            | Stimmen    | Punkte     | Stimmen    | Punkte     | Gesamt |
| ----- | -------- | ----------------- | ------------------------------------------------------------------------------------------ | --------- | ------------------------------------ | ---------- | ---------- | ---------- | ---------- | ------ |
| 1     | 09       | Pasha Parfeni     | Soarele și luna M: Pasha Parfeni, Andrei Vulpe; T: Yuliana Scutaru                         | Rumänisch | Sonne und Mond                       | 53         | 12         | 5.428      | 12         | 24     |
| 2     | 08       | SunStroke Project | Yummy Mommy M: Sergei Ialovițski; T: Elina Sadcova, Mihai Teodor                           | Englisch  | Leckere Mama                         | 36         | 8          | 2.276      | 10         | 18     |
| 3     | 07       | Aliona Moon       | Du-mă M: Aliona Munteanu, Ștefan Burlacu, Cătălin Temciuc; T: Vlad Subujac, Ștefan Burlacu | Rumänisch | Gehen                                | 52         | 10         | 1.133      | 7          | 17     |
| 4     | 04       | Suroile Osoianu   | Bade, bădișor, bădiță M: Jonathan Alexandru; T: Elena Ioniță                               | Rumänisch | Bade, kleiner Junge, kleines Mädchen | 35         | 7          | 1.524      | 8          | 15     |
| 5     | 01       | Donia             | Red Zone M: Donia Ianculescu; T: Robert Andrei Niculae                                     | Englisch  | Rote Zone                            | 24         | 5          | 196        | 6          | 11     |
| 6     | 02       | OL                | Why You Play It Cool M/T: Olga Lisicova                                                    | Englisch  | Warum spielst du es herunter         | 29         | 6          | 56         | 1          | 7      |
| 7     | 10       | Corina Ivanov     | When Love’s Real M/T: Mia Nicolai, Mike Connaris, Corina Ivanov                            | Englisch  | Wenn Liebe echt ist                  | 24         | 4          | 81         | 3          | 7      |
| 8     | 05       | COSMINA           | Indestructible M: Shawn Myers, Jonas Gladnikoff; T: Cosmina Cotoros, Shawn Myers           | Englisch  | Unzerstörbar                         | 10         | 2          | 113        | 5          | 7      |
| 9     | 03       | Victor Gulick     | Let’s Dance M: Victor Gulick; T: Victor Gulick, Serghei Lututovici                         | Englisch  | Lass uns tanzen                      | 17         | 3          | 72         | 2          | 5      |
| 10    | 06       | Nördika           | Damn and Down M/T: Ruslan Țăranu                                                           | Englisch  | Verdammt und unten                   | 10         | 1          | 100        | 4          | 5      |

### Detailliertes Juryvoting
| Startnr. | Interpret         | Lied                  | Gabriela Tocari | Vlad Constandoi | Leonid Melnic | Viorica Atanasov | Gheorghe Mustea | Gesamt |
| -------- | ----------------- | --------------------- | --------------- | --------------- | ------------- | ---------------- | --------------- | ------ |
| 01       | Donia             | Red Zone              | 2               | 2               | 8             | 6                | 6               | 24     |
| 02       | OL                | Why You Play It Cool  | 8               | 5               | 6             | 8                | 2               | 29     |
| 03       | Victor Gulick     | Let's Dance           | 4               | 3               | 4             | 3                | 3               | 17     |
| 04       | Suroile Osoianu   | Bade, bădișor, bădiță | 5               | 8               | 7             | 7                | 8               | 35     |
| 05       | COSMINA           | Indestructible        | 3               | 4               | 1             | 1                | 1               | 10     |
| 06       | NÖRDIKA           | Damn and Down         | 1               | 1               | 2             | 2                | 4               | 10     |
| 07       | Aliona Moon       | Du-mă                 | 10              | 10              | 10            | 12               | 10              | 52     |
| 08       | SunStroke Project | Yummy Mommy           | 7               | 12              | 5             | 5                | 7               | 36     |
| 09       | Pasha Parfeni     | Soarele și luna       | 12              | 7               | 12            | 10               | 12              | 53     |
| 10       | Corina Ivanov     | When Love's Real      | 6               | 6               | 3             | 4                | 5               | 24     |